# Grönegaumuseum

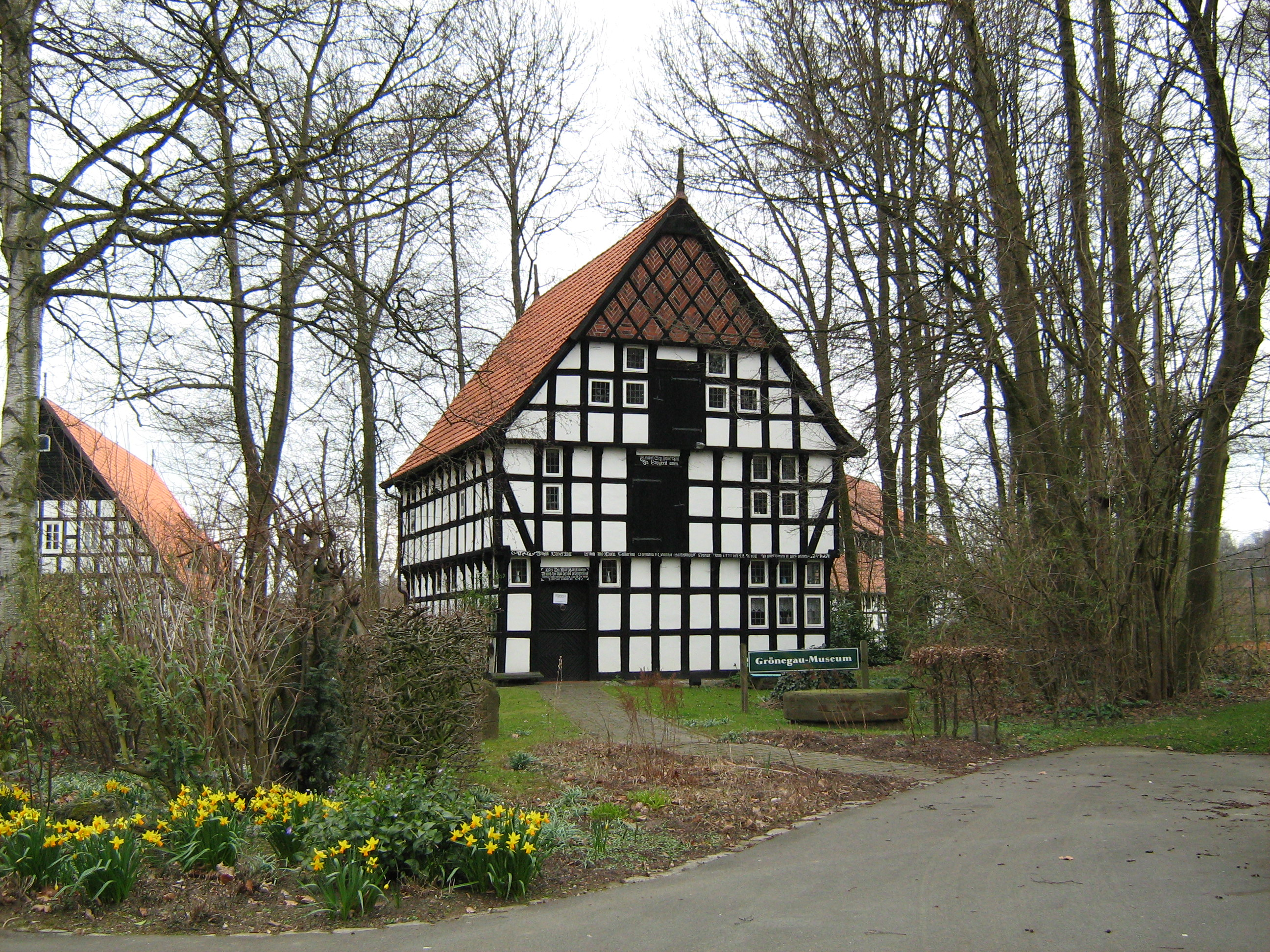
Grönegaumuseum Melle

Das Grönegaumuseum (vollständige Bezeichnung: Meller Heimatmuseum im Grönenbergpark) ist ein heimatgeschichtliches Museum in Melle im Landkreis Osnabrück. Es befasst sich mit der bäuerlichen und handwerklichen Tradition des Grönegaus und des Altkreises Melle. Zu sehen sind Geschirr, Möbel, bäuerliche Gerätschaften, Kleidung sowie eine voll ausgestattete  Schmiede und eine Tischlerwerkstatt. Das Museum liegt im Grönenbergpark zentral in Melle bei Osnabrück. Es erstreckt sich über vier historische Gebäude; das älteste davon ist der 1527 erbaute Speicher.
2007 erhielt das Museum den Förderpreis der VGH-Stiftung für ein Kinder-Mitgestaltungsprojekt. Der seit 2002 vergebene Preis zeichnet innovative museumspädagogische Projekte aus.